# Club d'aviron Deusto
Maillots
Deustu Arraun Taldea (Club d'Aviron de Deusto en langue basque) est un club d'aviron du quartier de Deusto de la ville de Bilbao, en Espagne.

## Histoire
Le club a démarré en 1981 avec un groupe réduit, qui en 1982 ont concouru en batels obtenant en 1983 deux Championnat de Biscaye, d'un Championnat du Pays basque et d'un vice-championnat d'Espagne chez les jeunes. À partir de là, a débuté en 1984 avec la trainière jusqu'en 1992, pour y retourner de 1994 à 1998.
En 2000 il a participé sous le nom de Deusto-Lutxana et en 2002 avec le nom d'Ibaizabal, fusionné avec Algorta. Après trois années en consolidant la trainière, en 2006 il prend part à la Ligue ARC, dans le groupe 2. Son sponsor officiel est Tecuni.
Après 28 ans de la fondation du club tomatero (littéralement "tomatier" dont le fruit se retrouve sur le logo du club) et obtenu 8 victoires dans la saison 2009 (175 points au total), pour la première fois dans son histoire le Club d'Aviron Deusto obtient la promotion directe à la ligue ARC-1.

## Palmarès

### Trainière
- 1 Drapeau mairie de Gozón: 2009.
- 1 Drapeau de Saint-Jean-de-Luz: 2009.
- 1 Drapeau de Rentería: 2009.
- 1 Drapeau Puerto Viejo d'Algorta: 2009.
- 1 Drapeau de Zumaia: 2009.
- 1 Drapeau de Las Arenas: 2009.
- 1 Drapeau Villa de Bilbao: 2009.
- 1 Drapeau d'Erandio: 2009.

### Batel jeunes
- 1º place dans le "Championnat de Biscaye" (2010)
- 1º place dans le "Championnat d'Euskadi" (2010)
- 3º place dans le "Championnat d'Espagne" (2010)

### Sources
- (es) Cet article est partiellement ou en totalité issu de l’article de Wikipédia en espagnol intitulé « Club de Remo Deusto » (voir la liste des auteurs).